# András Baranyecz
András Baranyecz (23 de fevereiro de 1946 — 5 de janeiro de 2010) foi um ciclista húngaro que competiu no ciclismo nos Jogos Olímpicos de Verão de 1968, representando a Hungria.